# Le P'tit vient vite
Pour plus de détails, voir Fiche technique et Distribution.
Le P'tit vient vite est un film québécois réalisé par Louis-Georges Carrier et sorti en 1972. Le scénario a été écrit par Yvon Deschamps à partir d'une pièce de Georges Feydeau.

## Caractéristiques
Le film est tourné en vidéoscopie, une technique encore assez neuve au cinéma à l'époque. 
Dans son compte rendu du film, Georges-Hébert Germain est assez critique envers les gags usés jusqu'à la corde, mais s'arrête à la façon dont l'auteur a naturalisé le personnage principal au Québec : « Tout tourne autour du personnage que Deschamps a créé dans ses dialogues, ce p'tit gars innocent, niaiseux et toujours cassé que rien ne peut écraser, parce qu'il n'a pas plus la notion du malheur que celle du bonheur. C'est donc ce p'tit Québécois qui va habiter le vaudeville de Feydeau. Il se fera rabattre le caquet par sa femme, par son beau-père-boss, par sa belle-mère, par la garde-malade, par tout le monde. Mais il a un caquet à ressort. il s'en sort toujours, immanquablement. La méchanceté, la mesquinerie, la malveillance n'ont pas de prise sur sa belle grande innocence. Et c'est lui qui gagnera. »

## Fiche technique
- Titre : Le P'tit vient vite
- Réalisateur : Louis-Georges Carrier
- Scénario : Yvon Deschamps, d'après la pièce Léonie est en avance de Georges Feydeau
- Musique : Jacques Perron
- Production : Mojack Film Ltée
- Pays de production :  Canada
- Genre : comédie
- Durée : 97 minutes
- Date de sortie : Canada - 19 octobre 1972[2]

## Distribution
- Yvon Deschamps
- Denis Drouin
- Denise Filiatrault
- Hélène Loiselle
- Magali Noël
- Janine Sutto